# .ki
.ki е интернет домейн от първо ниво за Кирибати. Администрира се от Telecommunications Authority of Kiribati. Представен е през 1995 г.